# Francheval
Francheval är en kommun i departementet Ardennes i regionen Grand Est (tidigare regionen Champagne-Ardenne) i nordöstra Frankrike. Kommunen ligger  i kantonen Sedan-Est som ligger i arrondissementet Sedan. År 2022 hade Francheval 590 invånare.

## Befolkningsutveckling
Antalet invånare i kommunen Francheval
Referens: INSEE